# Norra Fågelås landskommun
Norra Fågelås landskommun var en tidigare kommun i Skaraborgs län. 

## Administrativ historik
Den inrättades i Fågelås socken i Kåkinds härad i Västergötland när 1862 års kommunalförordningar trädde i kraft den 1 januari 1863. 
Vid kommunreformen 1952 uppgick området i Fågelås landskommun som (som kommun) upplöstes 1974, då denna del uppgick i Hjo kommun. 